# Galleta (carpintería)
Una galleta en carpintería es un pequeño trozo de madera dura pero preferiblemente bastante porosa, existentes en diferentes grosores, formas y tamaños pero aplanada generalmente de forma redonda, ovalada o rectangular utilizada para unir dos piezas de madera. Pueden presentar unos cortes en las superficies planas para recoger el excedente de cola usada en la unión y aumentar la adherencia entre las piezas a unir y la propia "galleta". La forma y tamaño del agujero donde se colocará la galleta debe coincidir lo más posible, especialmente en anchura, con la galleta a colocar para mejorar el encaje y la adherencia.